# Игнатане против Латвии
Игнатане против Латвии (сообщение № 884/1999) — дело, рассмотренное Комитетом ООН по правам человека в 2001 году. Первое дело против Латвии, в котором КПЧ усмотрел нарушение МПГПП, а именно его статьи 25 (право на участие в ведении государственных дел).

## Обстоятельства дела, ход процесса
А. Игнатане имела свидетельство о владении латышским языком, удостоверяющее третий (высший) уровень знания. В 1997 году она была зарегистрирована кандидатом на местных выборах от движения «Равноправие». 5 февраля 1997 года Центр государственного языка провёл экзамен на владение Игнатане латышским языком, и 11 февраля на основании заключения ЦГЯ Игнатане была исключена из списка кандидатов.
После безуспешного обращения к латвийским судам Игнатане подала заявление в Комитет ООН по правам человека. Её представляла Татьяна Жданок.

## Соображения Комитета
Комитет в своих соображениях от 25 июля 2001 года счёл, что 

7.4  Комитет отмечает, что в данном случае единоличное решение инспектора, принятое за несколько дней до выборов и игнорирующее факт наличия свидетельства о владении языком, выданного за несколько лет до этого на неограниченный срок комиссией специалистов по латышскому языку, оказалось достаточным для принятия Избирательной комиссией решения вычеркнуть фамилию автора из списка кандидатов на муниципальных выборах. Комитет отмечает, что государство-участник не оспаривает действительности этого свидетельства применительно к профессиональной деятельности автора, но строит свою аргументацию на результатах оценки инспектором права автора участвовать в выборах. Комитет также отмечает, что государство-участник не оспаривает довода адвоката о том, что законодательство Латвии не предусматривает иных уровней владения официальным языком для участия в выборах и что действуют стандарты и аттестационные требования, используемые в других случаях. В результате переэкзаменовки автор была лишена возможности осуществить своё право на участие в ведении государственных дел в соответствии со статьей 25 Пакта. Комитет отмечает, что первый экзамен в 1993 году был проведен в соответствии с официальными требованиями и был оценен пятью экспертами, в то время как экзамен в 1997 году был проведен на разовой основе и проверен одним экзаменатором. Отказ автору в возможности баллотироваться в силу такой переэкзаменовки, которая не была основана на объективных критериях и в отношении которой государство-участник не привело аргументов, свидетельствующих о том, что она отвечает процедурным требованиям, несовместимым [sic!] с обязательствами государства-участника по статье 25 Пакта

## Последствия
ОБСЕ и НАТО выступили за отмену языковых ограничений для кандидатов в депутаты. В ноябре 2001 года Кабинет министров изменил свои правила, запретив принудительно проверять, соответствует ли реальный уровень владения языком указанному в документах. В декабре 2001 года президент Латвии предложила отменить норму о необходимости владения кандидатом в депутаты сейма госязыком на высшую категорию. В 2002 году, после решения ЕСПЧ по сходному делу «Подколзина против Латвии», требования к уровню владения латышским языком были отменены — от кандидатов стали требовать лишь указать самооценку владения им.

## Внешние ссылки
- Соображения КПЧ